# Ōi-gun
Ōi (jap. 大飯郡, -gun) ist ein Landkreis in der Präfektur Fukui in Japan.
Er hat eine Fläche von 140,26 km², eine Einwohnerdichte von 133,18 Personen pro km² und insgesamt etwa 18.680 Einwohner. (Stand: 2003)

## Gemeinden und Dörfer
- Ōi
- Takahama